# Rue des Gallois
La rue des Gallois est une voie de Toulouse, chef-lieu de la région Occitanie, dans le Midi de la France.

## Situation et accès

### Description
La rue des Gallois est une voie publique. Elle se trouve dans le quartier Saint-Michel.
La chaussée compte une seule voie de circulation automobile à sens unique, de la rue Achille-Viadieu vers la rue des Menuisiers. Elle appartient à une zone 30 et la vitesse y est limitée à 30 km/h. Il n'existe pas de piste, ni de bande cyclable, quoiqu'elle soit à double-sens cyclable.

### Voies rencontrées
La rue des Gallois rencontre les voies suivantes, dans l'ordre des numéros croissants (« g » indique que la rue se situe à gauche, « d » à droite) :
1. Boulevard du Maréchal-Juin
2. Rue du Port-Garaud (g)
3. Rue Achille-Viadieu

### Transports
La rue des Gallois n'est pas directement desservie par le réseau des transports en commun Tisséo. Elle se trouve cependant à proximité de la place Auguste-Lafourcade et des allées Jules-Guesde, où se trouve la station Palais-de-Justice de la ligne  du métro, ainsi que le terminus de la ligne  du tramway, ainsi que les arrêts du bus 66.
Il existe également une station de vélos en libre-service VélôToulouse : la station no 154 (4 rue des Gallois).

## Odonymie
Au XVIe siècle, la rue apparaît dans les textes comme la rue du Gallois ou, parfois, de la Fontaine-du-Gallois (Font del Galoys en occitan médiéval, 1478). Un nom similaire se retrouve pour une rue parallèle, dans le même quartier de Port-Garaud, le « coin » des Gallois (actuelle rue François-Longaud). Selon Pierre Salies, à la fin du XVIIIe siècle, on trouvait en bordure du chemin du Férétra (actuelle rue Achille-Viadieu), les terrains de la Tour du Gallois et de la Fontaine du Gallois, appartenant à la puissante famille toulousaine des Ysalguier. Or, il note l'existence au XIVe siècle d'un François Ysalguier, dit Galois, lié au gouverneur du Languedoc, Louis d'Anjou, et capitoul en 1372-1373. Cependant, Jean Coppolani, plus prudent, note que l'origine de ce nom est inconnue et qu'elle vient sans doute d'un nommé Gallois (ou Gaulois) qui possédait des terrains dans les alentours.
À la même époque, aux XVIe et XVIIe siècles, la rue est aussi désignée comme la ruelle Pignier. Enfin, en 1888, elle devint la rue du Refuge, puisqu'elle longeait le couvent des religieuses de l'ordre de Notre-Dame de Charité, dit du Refuge, (emplacement de l'actuel no 10), avant de retrouver son premier nom en 1932.

## Patrimoine et lieux d'intérêt

### Immeubles et maisons
- no  5 : EHPAD Le Repos.
- no  10 : résidence André Derain (1985-1986).

### Jardin du Pays d'Oc
Le jardin du Pays d'Oc occupe une parcelle de 8 964 m2, à l'est de l'hôtel de région, et il est accessible au nord par la rue des Gallois (actuel no 4) et au sud par la rue François-Longaud. Il est aménagé en 1986, à la suite de la construction de l'hôtel de région et de la résidence André-Derain.